# Copa da Bélgica de Ciclismo
A Copa da Bélgica de Ciclismo (chamada oficialmente: Bingoal Cycling Cup) é uma competição profissional de ciclismo de estrada que se celebra anualmente em Bélgica desde 2016.
O certame consta de 10 corridas belgas de um dia nas categorias 1.pro e 1.1 do UCI Europe Tour, excepto as que declinan estar nesta competição. Fazem parte da classificação todos os ciclistas profissionais que fazem parte do UCI WorldTeam, UCI ProTeam e Continental sem limite de nacionalidade, por isso esta copa tem bem mais prestigio que outras copa nacionais .
Utiliza um sistema de pontuação em função da posição conseguida em cada clássica e a partir daí cria-se a classificação.
A prova também se disputa por equipas, onde participam todas as equipas. Contabilizam-se em cada corrida os pontos dos três primeiros classificados de cada equipa e através desses pontos estabelece-se a classificação.
Celebra-se ininterruptamente desde 2016. O primeiro vencedor foi o ciclista Timothy Dupont.

## Sistema de pontos
Em cada corrida, os primeiros 20 corredores ganham pontos e o corredor com a maior quantidade de pontos em general é considerado o vencedor da Copa da Bélgica. Levam-se a cabo classificações separadas para os melhores jovens (sub-23) e a melhor equipa.

### Classificação individual
| Posição | 1   | 2  | 3  | 4  | 5  | 6  | 7  | 8  | 9  | 10 | 11 | 12 | 13 | 14 | 15 | 16 | 17 | 18 | 19 | 20 |
| Pontos  | 100 | 85 | 72 | 60 | 50 | 45 | 40 | 35 | 30 | 25 | 20 | 18 | 16 | 14 | 12 | 10 | 8  | 6  | 4  | 2  |

### Classificação dos jovens
| Posição | 1   | 2  | 3  | 4  | 5  | 6  | 7  | 8  | 9  | 10 |
| Pontos  | 100 | 85 | 72 | 60 | 50 | 45 | 40 | 35 | 30 | 25 |

### Classificação por equipas
| Posição | 1  | 2 | 3 | 4 | 5 | 6 | 7 | 8 | 9 | 10 |
| Pontos  | 12 | 9 | 8 | 7 | 6 | 5 | 4 | 3 | 2 | 1  |

## Palmarés
| Ano  | Vencedor            | Pontos | Melhor jovem     | Pontos | Melhor equipa  | Pontos |
| ---- | ------------------- | ------ | ---------------- | ------ | -------------- | ------ |
| 2016 | Timothy Dupont      | 373    | Fernando Gaviria | 378    | Lotto Soudal   | 69     |
| 2017 | Jasper De Buyst     | 86     |                  |        | Lotto NL-Jumbo | 52     |
| 2018 | Timothy Dupont      | 48     |                  |        | Lotto NL-Jumbo |        |
| 2019 | Baptiste Planckaert | 46     |                  |        |                |        |
| 2020 | Fabio Jakobsen      | 16     |                  |        |                |        |

## Palmarés por países
| País          | Vitórias |
| ------------- | -------- |
| Bélgica       | 4        |
| Países Baixos | 1        |

## Corridas sem pontuação
As seguintes corridas já não pontuam para a Copa da Bélgica de Ciclismo:
- - Handzame Classic
  - Prêmio Nacional de Clausura